# Sadie Sparks
Sadie Sparks és una sèrie d'animació irlandesa i francesa; coproduïda per Brown Bag Films i Cyber Group Productions. La sèrie es va estrenar el 20 d'abril de 2019 a través de Disney Channel. A Catalunya es va estrenar el 10 de gener de 2022 al Canal Super3. També s'ha emès al SX3.

## Argument
Sadie Sparks és una adolescent que viu al poble fictici de Harmony que un dia descobreix que té habilitats màgiques i es converteix en aprenent de maga sota l'orientació d'en Gilbert, un conill màgic parlant una mica rondinaire que va ser enviat al món humà des del Món de la Màgia per entrenar la Sadie i controlar els seus poders.

## Personatges
- Sadie Josephine Sparks: una noia de 14 anys que descobreix que és aprenent de maga. És esbojarrada, servicial i una mica mandrosa. Li agrada fer servir la màgia per sortir-se amb la seva i ajudar els seus amics.
- Gilbert: un conill de més de 700 anys que serveix de mentor a la Sadie. És rondinaire, sarcàstic i sever, però en el fons és comprensiu i té bon cor. Sovint es frustra pels problemes que causen els encanteris de la seva alumna.
- Teepee: un dels millors amics de la Sadie. Un noi grassonet i alegre a qui li agraden els còmics, la cultura pop i les pel·lícules de ciència-ficció.
- Lulu: la millor amiga de la Sadie. Una noia afroamericana una mica tímida però molt intel·ligent i amb poca paciència.
- Valerie "Val" Garcia: la rival de la Sadie. Aprofita qualsevol oportunitat per fer-li la vida impossible.
- Sam: capità de l'equip de basket de l'escola. És el noi de qui la Sadie està enamorada.
- Blaine: el rival màgic de la Sadie. Sempre es burla d'ella i aprofita qualsevol ocasió per deixar-la en evidència.
- Cornelius: una serp que fa de mentor d'en Blaine. Fa sorolls xiuxiuejants cada cop que pronuncia la lletra s.
- Maxwell "Max" Sparks: germà de la Sadie que aspira a ser un científic, però tot el que inventa fa fallida. Està enamorat en secret de la Lulu.
- Selina Sparks: Mare de la Sadie i en Max, treballa de periodista a la televisió local de Harmony. Viu constantment estressada per la feina i el cap l'escridassa constantment, però sempre té un moment per donar suport als seus fills.
- Winifred Eugenia Covert "Talpesa": directora de l'institut de Harmony que constantment intenta fer la vida impossible als alumnes. Treballa en secret per una organització governamental anomenada "El departament", que s'encarrega d'investigar activitat màgica.
- Vincent: un dels tres guardians de la màgia. Vesteix de blau i té una llarga barba blanca.
- Madge: una dels tres guardians de la màgia. Porta ulleres i li agrada fer ganxet.
- Mordecai: un dels tres guardians de la màgia. Té forma de bèstia blava i té un caràcter una mica rude.

## Repartiment de veus
| Personatge | Original            | Català           |
| ---------- | ------------------- | ---------------- |
| Sadie      | Georgia Lock        | Roser Vilches    |
| Gilbert    | Rufus Hound         | Toni Molías      |
| Teepee     | Joshua Leclair      | Jordi Doménech   |
| Lulu       | Dominique Moore     | Íngrid Carreras  |
| Sam        | Sammy Moore         | Víctor Gómez     |
| Blaine     | Tyger-Drew-Honey    | Lluís Gustems    |
| Cornelius  | Craig Revel-Horwood | Xavier Casan     |
| Vincent    | (desconegut)        | Joan Pera        |
| Madge      | (desconegut)        | Anna Maria Camps |
| Mordecai   | (desconegut)        | Francesc Belda   |

## Llista d'episodis
La sèrie té 52 episodis d'onze minuts de duració cadascun. Per a la seva distribució a Disney+, dos episodis es combinen en un de 22 minuts de duració, fent un total de 26 episodis.
| Núm. | Títol                                                     | Dirigit per      | Escrit per                                            | Data d'estrena         | Data d'estrena a Catalunya |
| ---- | --------------------------------------------------------- | ---------------- | ----------------------------------------------------- | ---------------------- | -------------------------- |
| 1    | «Un gra massa» «Spot On»                                  | Bronagh O'Hanlon | Anastasia Heinzl                                      | 20 d'abril de 2019     | 10 de gener de 2022        |
| 2    | «La necessitar de velocitat» «The Need for Speed»         | Bronagh O'Hanlon | Rebecca Hobbs                                         | 20 d'abril de 2019     | 11 de gener de 2022        |
| 3    | «La traïció» «Triple Crossed»                             | Bronagh O'Hanlon | Philippe Clerc                                        | 21 d'abril de 2019     | 12 de gener de 2022        |
| 4    | «Tres són multitud» «Three's a Crowd»                     | Bronagh O'Hanlon | Rebecca Hobbs                                         | 21 d'abril de 2019     | 13 de gener de 2022        |
| 5    | «Mala sort» «Tuff Luck»                                   | Bronagh O'Hanlon | Rebecca Hobbs                                         | 27 d'abril de 2019     | 15 de gener de 2022        |
| 6    | «Una història faraònica» «A Walk on the Nile Side»        | Bronagh O'Hanlon | Fabrice Ziokowski, Thomas Costei i Charlotte Ballatre | 27 d'abril de 2019     | 18 de gener de 2022        |
| 7    | «Guapo com un nino» «He's Such a Doll»                    | Bronagh O'Hanlon | Peter Saisselin i Amy Serafin                         | 28 d'abril de 2019     | 19 de gener de 2022        |
| 8    | «La poció» «Lunch Potion Number 9»                        | Bronagh O'Hanlon | Jim Nolan                                             | 28 d'abril de 2019     | 20 de gener de 2022        |
| 9    | «La flor no-em-veus» «The See-Me-Not Flower»              | Bronagh O'Hanlon | Léa Lespagnol                                         | 4 de maig de 2019      | 22 de gener de 2022        |
| 10   | «Millors amienemics» «Best Frenemies»                     | Bronagh O'Hanlon | Charlotte Ballastre i Thomas Coste                    | 4 de maig de 2019      | 22 de gener de 2022        |
| 11   | «El ball de San Vito» «Dance Forever»                     | Bronagh O'Hanlon | Léa Lespagnol                                         | 5 de maig de 2019      | 26 de gener de 2022        |
| 12   | «Tot al seu temps» «Right on Time»                        | Bronagh O'Hanlon | Philippe Clerc                                        | 5 de maig de 2019      | 27 de gener de 2022        |
| 13   | «El concurs de mascotes» «Mascot Trouble»                 | Bronagh O'Hanlon | Anastasia Heinzl                                      | 11 de maig de 2019     | 29 de gener de 2022        |
| 14   | «El guant» «Glove Story»                                  | Bronagh O'Hanlon | Tigran Rosine                                         | 11 de maig de 2019     | 29 de gener de 2022        |
| 15   | «El desafiament doble» «The Double Dare Scare»            | Bronagh O'Hanlon | Muirinn Lane-Kelly                                    | 12 de maig de 2019     | 29 de gener de 2022        |
| 16   | «La conilla zen» «Zen Rabbit»                             | Bronagh O'Hanlon | MThomas Coste                                         | 12 de maig de 2019     | 3 de febrer de 2022        |
| 17   | «Embolic de mentors» «Mentor Mayhem»                      | Bronagh O'Hanlon | Marie Beardmore                                       | 6 de juliol de 2019    | 5 de febrer de 2022        |
| 18   | «La cura de la criatura» «Creature Care»                  | Bronagh O'Hanlon | Rebecca Hobbs                                         | 6 de juliol de 2019    | 5 de febrer de 2022        |
| 19   | «En Superteepee» «Super Teepee»                           | Bronagh O'Hanlon | Philippe Clerc                                        | 7 de juliol de 2019    | 5 de febrer de 2022        |
| 20   | «Nassos arrugats» «A Nose for Trouble»                    | Bronagh O'Hanlon | Christopher Panzner i Joan Teffit                     | 7 de juliol de 2019    | 5 de febrer de 2022        |
| 21   | «La màgia contra els exrratrerrestres» «Magic vs. Aliens» | Bronagh O'Hanlon | Denise Cassar                                         | 13 de juliol de 2019   | 14 de febrer de 2022       |
| 22   | «Màx(im) benefici» «Max Profit»                           | Bronagh O'Hanlon | Jim Nolan                                             | 137 de juliol de 2019  | 15 de febrer de 2022       |
| 23   | «Festa grossa!» «Party on!»                               | Bronagh O'Hanlon | Léa Lespagnol                                         | 14 de juliol de 2019   | 16 de febrer de 2022       |
| 24   | «La maledicció secreta» «The Secret Curse»                | Bronagh O'Hanlon | Henry Gifford                                         | 14 de juliol de 2019   | 17 de febrer de 2022       |
| 25   | «El cosinet Zaine» «The Bane of Blaine»                   | Bronagh O'Hanlon | Arturo Valencia                                       | 20 de juliol de 2019   | 21 de febrer de 2022       |
| 26   | «La memòria de la mama» «Mama Memory!»                    | Bronagh O'Hanlon | Léa Lespagnol                                         | 20 de juliol de 2019   | 22 de febrer de 2022       |
| 27   | «Va, conills, va!» «Go Bunny Go»                          | Bronagh O'Hanlon | Charlotte Ballatre i Thomas Coste                     | 21 de juliol de 2019   | 23 de febrer de 2022       |
| 28   | «El venjador misteriós» «The Mysterious Avenger»          | Bronagh O'Hanlon | Philippe Clerc                                        | 21 de juliol de 2019   | 24 de febrer de 2022       |
| 29   | «El mico descarat» «Cheeky Monkey»                        | Bronagh O'Hanlon | Franck Salomé, Nicolas Sedel i Fernando Worcel        | 27 de juliol de 2019   | 28 de febrer de 2022       |
| 30   | «La ciutat que dorm» «Sleeping City»                      | Bronagh O'Hanlon | Anastasia Heinzl                                      | 27 de juliol de 2019   | 1 de març de 2022          |
| 31   | «Bromes de nivell avançat» «Advanced Pranking»            | Bronagh O'Hanlon | Vincent Souchon                                       | 28 de juliol de 2019   | 2 de març de 2022          |
| 32   | «El rellotge condemnat» «The Doomed Watch»                | Bronagh O'Hanlon | Muirinn Lane-Kelly                                    | 28 de juliol de 2019   | 3 de març de 2022          |
| 33   | «La diva Sadie» «Diva Sadie»                              | Bronagh O'Hanlon | Denise Cassar                                         | 25 de novembre de 2019 | 7 de març de 2022          |
| 34   | «Les sabates de la Lulu» «Lulu's Shores»                  | Bronagh O'Hanlon | Tigran Rosine                                         | 25 de novembre de 2019 | 8 de març de 2022          |
| 35   | «Les millor amigues» «Best Friends Forever»               | Bronagh O'Hanlon | Franck Salomé, Nicolas Sedel i Fernando Worcel        | 26 de novembre de 2019 | 9 de març de 2022          |
| 36   | «Intercanvi monstruós» «Monster Exchange»                 | Bronagh O'Hanlon | Philippe Clerc                                        | 26 de novembre de 2019 | 10 de març de 2022         |
| 37   | «Viu el teu somni» «Living the Dream»                     | Bronagh O'Hanlon | Annabelle Perrichon                                   | 27 de novembre de 2019 | 14 de març de 2022         |
| 38   | «Actitud despreocupada» «Light a Heart»                   | Bronagh O'Hanlon | Lèa Lespagnol                                         | 27 de novembre de 2019 | 15 de març de 2022         |
| 39   | «Que comenci l'espectacle» «It's Showtime»                | Bronagh O'Hanlon | Thomas Coste                                          | 28 de novembre de 2019 | 16 de març de 2022         |
| 40   | «Caos de cupcakes» «Cupcake Chaos»                        | Bronagh O'Hanlon | Robert Vargas                                         | 28 de novembre de 2019 | 17 de març de 2022         |
| 41   | «Les bombolles de la veritat» «Truth Bubbles»             | Bronagh O'Hanlon | Oliver Serrano                                        | 29 de novembre de 2019 | 21 de març de 2022         |
| 42   | «La caça del tresor» «Detention Games»                    | Bronagh O'Hanlon | Annabelle Perrinchop                                  | 29 de novembre de 2019 | 22 de març de 2022         |
| 43   | «El cop de calor» «Heat Stroke»                           | Bronagh O'Hanlon | Theresa Rippel i Léa Lespagnol                        | 30 de novembre de 2019 | 23 de març de 2022         |
| 44   | «Una història de dues germanes» «A Tale of Two Sadies»    | Bronagh O'Hanlon | Tigran Rosine                                         | 30 de novembre de 2019 | 24 de març de 2022         |
| 45   | «Poesia en moviment» «Poetry in Motion»                   | Bronagh O'Hanlon | Thomas Coste                                          | 1 de desembre de 2019  | 28 de març de 2022         |
| 46   | «Madureu!» «Oh Grow Up!»                                  | Bronagh O'Hanlon | Franck Salomé, Nicolas Sedel i Fernando Worcel        | 1 de desembre de 2019  | 29 de març de 2022         |
| 47   | «Atrapada en el temps» «Groundhog Date»                   | Bronagh O'Hanlon | Jim Nolan                                             | 2 de desembre de 2019  | 30 de març de 2022         |
| 48   | «Mana en Melvin» «Melvin Rules»                           | Bronagh O'Hanlon | Franck Salomé, Nicolas Sedel i Fernando Worcel        | 2 de desembre de 2019  | 31 de març de 2022         |
| 49   | «Espavileu-vos!» «Smarten Up»                             | Bronagh O'Hanlon | Léa Lespagnol                                         | 2 de desembre de 2019  | 4 d'abril de 2022          |
| 50   | «L'empenta màgica» «Magic Mojo»                           | Bronagh O'Hanlon | Philippe Clerc                                        | 3 de desembre de 2019  | 5 d'abril de 2022          |
| 51   | «A dins de l'orbe» «Hanging in There»                     | Bronagh O'Hanlon | Tigran Rosine                                         | 4 de desembre de 2019  | 6 d'abril de 2022          |
| 52   | «Ai, la mare!» «Oh-My-Giddy!»                             | Bronagh O'Hanlon | Bronagh O'Hanlon, Charlie Kennedy i Rebecca Hobbs     | 4 de desembre de 2019  | 7 d'abril de 2022          |